# Copa do Caribe de 2012
A Copa do Caribe de 2012 foi disputada pelas nações da região do Caribe da CONCACAF, que também inclui nações da América Central e do Norte. A fase final teve como país anfitrião a Antígua e Barbuda Os quatro primeiros colocados disputarão a Copa Ouro da CONCACAF de 2013.

## Nações participantes
- Antígua e Barbuda (Qualificada automicamente como país sede)
- Jamaica (Qualificado automicamente como atual campeão)
- República Dominicana (Qualificado como vencedor do Grupo 7)
- Martinica (Qualificado como segundo lugar do Grupo 7)
- Trinidad e Tobago (Qualificado como vencedor do Grupo 8)
- Cuba (Qualificado como segundo lugar do Grupo 8)

## Primeira rodada

### Grupo 1
Sede:  Haiti
| Seleção              | Pts | J | V | E | D | GP | GC | SG  |
| -------------------- | --- | - | - | - | - | -- | -- | --- |
| Haiti                | 9   | 3 | 3 | 0 | 0 | 12 | 2  | +10 |
| Porto Rico           | 6   | 3 | 2 | 0 | 1 | 12 | 3  | +9  |
| Bermudas             | 3   | 3 | 1 | 0 | 2 | 10 | 5  | +5  |
| São Martinho Francês | 0   | 3 | 0 | 0 | 3 | 0  | 24 | –24 |

| 7 de setembro | Bermudas           | 1 – 2     | Porto Rico                | Stade Sylvio Cator, Porto Príncipe        |
| 17:00 UTC-4   | Russell 78' (pen.) | Relatório | Marrero 68' · Ramos 90+5' | Público: 2 000 Árbitro: BAR Trevor Taylor |

| 7 de setembro | Haiti                                                               | 7 – 0     | São Martinho Francês | Stade Sylvio Cator, Porto Príncipe          |
| 19:00 UTC-4   | Peguero 4', 40', 45' · Monuma 22', 43' · Lafrance 70' · Maurice 90' | Relatório |                      | Público: 10 000 Árbitro: JAM Kevin Morrison |

| 9 de setembro | Porto Rico                                                                               | 9 – 0     | São Martinho Francês | Stade Sylvio Cator, Porto Príncipe       |
| 17:00 UTC-4   | Ramos 15', 44', 47', 82' · Delgado 29' · Arrieta 45+1' · Marrero 69', 83' · Oikkonen 76' | Relatório |                      | Público: 2 000 Árbitro: JAM Dwight Royal |

| 9 de setembro | Haiti                                  | 3 – 1     | Bermudas   | Stade Sylvio Cator, Porto Príncipe         |
| 19:00 UTC-4   | Saurel 30' · Maurice 39' · Peguero 41' | Relatório | Russell 9' | Público: 10 500 Árbitro: BAR Adrian Skeete |

| 11 de setembro | São Martinho Francês | 0 – 8     | Bermudas                                                                        | Stade Sylvio Cator, Porto Príncipe       |
| 17:00 UTC-4    |                      | Relatório | Burgess 18', 31', 49', 76' · Russell 52' · Manders 61' · Coke 80' · Simmons 87' | Público: 3 000 Árbitro: JAM Dwight Royal |

| 11 de setembro | Haiti                     | 2 – 1     | Porto Rico  | Stade Sylvio Cator, Porto Príncipe          |
| 17:00 UTC-4    | Peguero 65' · Maurice 67' | Relatório | Delgado 73' | Público: 12 000 Árbitro: JAM Kevin Morrison |

### Grupo 2
Sede:  Santa Lúcia
| Seleção                  | Pts | J | V | E | D | GP | GC | SG |
| ------------------------ | --- | - | - | - | - | -- | -- | -- |
| Guiana                   | 6   | 3 | 2 | 0 | 1 | 6  | 3  | +3 |
| São Vicente e Granadinas | 6   | 3 | 2 | 0 | 1 | 6  | 2  | +4 |
| Santa Lúcia              | 6   | 3 | 2 | 0 | 1 | 6  | 4  | +2 |
| Curaçau                  | 0   | 3 | 0 | 0 | 3 | 2  | 10 | –8 |

| 21 de outubro | Guiana         | 1 – 2     | São Vicente e Granadinas | Beausejour Stadium, Gros Islet             |
| 17:00 UTC-4   | Richardson 45' | Relatório | Samuel 30' · Stewart 79' | Público: 1 000 Árbitro: SUR Antonius Pinas |

| 21 de outubro | Santa Lúcia                                                             | 5 – 1     | Curaçau    | Beausejour Stadium, Gros Islet            |
| 19:30 UTC-4   | Paul 14' · Valcin 44' · Charles 51' · Charlemagne 87' · Frederick 90+2' | Relatório | Isenia 48' | Público: 1 650 Árbitro: ATG Bryan Willett |

| 23 de outubro | Curaçau           | 1 – 2     | Guiana                           | Beausejour Stadium, Gros Islet          |
| 18:00 UTC-4   | Nelson 53' (g.c.) | Relatório | Mills 1' · Richardson 42' (pen.) | Público: 750 Árbitro: JAM Raymond Bogle |

| 23 de outubro | Santa Lúcia | 1 – 0     | São Vicente e Granadinas | Beausejour Stadium, Gros Islet            |
| 20:30 UTC-4   | Paul 69'    | Relatório |                          | Público: 1 652 Árbitro: DOM Sandy Vasquez |

| 25 de outubro | São Vicente e Granadinas                   | 4 – 0     | Curaçau | Beausejour Stadium, Gros Islet          |
| 18:00 UTC-4   | Stewart 8', 76' · Hamlett 58' · Samuel 78' | Relatório |         | Público: 852 Árbitro: DOM Sandy Vasquez |

| 25 de outubro | Santa Lúcia | 0 – 3     | Guiana                          | Beausejour Stadium, Gros Islet            |
| 20:30 UTC-4   |             | Relatório | Mills 14', 34' · Richardson 37' | Público: 2 500 Árbitro: ATG Bryan Willett |

### Grupo 3
Sede:  Martinica
| Seleção                  | Pts | J | V | E | D | GP | GC | SG  |
| ------------------------ | --- | - | - | - | - | -- | -- | --- |
| Martinica                | 7   | 3 | 2 | 1 | 0 | 23 | 2  | +21 |
| Suriname                 | 7   | 3 | 2 | 1 | 0 | 13 | 3  | +10 |
| Monserrate               | 3   | 3 | 1 | 0 | 2 | 8  | 12 | –4  |
| Ilhas Virgens Britânicas | 0   | 3 | 0 | 0 | 3 | 0  | 27 | –27 |

| 5 de setembro | Monserrate | 1 – 7     | Suriname                                                                  | Stade Georges-Gratiant, Le Lamentin      |
| 18:00 UTC-4   | Allen 48'  | Relatório | Waal 3', 11' · Sordam 16' · Vallei 39' · Drenthe 45' · Rijssel 85', 90+1' | Público: 188 Árbitro: ARU Rudolph Angela |

| 5 de setembro | Martinica | 16 – 0    | Ilhas Virgens Britânicas | Stade Georges-Gratiant, Le Lamentin     |
| 20:00 UTC-4   | Delem 6', 68' · Gustan 12' · Parsemain 32', 63', 67', 70', 81', 86' · Mainge 37' · Dondon 41' (pen.) · Abaul 46', 54' · Berdix 80' (pen.) · Balmy 82' · Sidney 87' | Relatório |                          | Público: 800 Árbitro: PUR Javier Santos |

| 7 de setembro | Ilhas Virgens Britânicas | 0 – 4     | Suriname                                     | Stade En Camée, Rivière-Pilote             |
| 18:00 UTC-4   |                          | Relatório | Rijssel 35', 42' · Drenthe 36' · Loswijk 81' | Público: 200 Árbitro: PUR William Anderson |

| 7 de setembro | Martinica                               | 5 – 0     | Monserrate | Stade En Camée, Rivière-Pilote            |
| 20:00 UTC-4   | Parsemain 5', 20', 59', 61' · Gustan 9' | Relatório |            | Público: 400 Árbitro: ARU Wilson Da Costa |

| 9 de setembro | Ilhas Virgens Britânicas | 0 – 7     | Monserrate                                                                                  | Stade Pierre-Aliker, Fort-de-France        |
| 18:00 UTC-4   |                          | Relatório | Campbell 35', 45+1' · Roach 45+3' · Woods-Garness 53' · Remy 71', 81' · Sargeant 88' (g.c.) | Público: 120 Árbitro: PUR William Anderson |

| 9 de setembro | Martinica                 | 2 – 2     | Suriname                          | Stade Pierre-Aliker, Fort-de-France      |
| 20:00 UTC-4   | Parsemain 3' · Mainge 22' | Relatório | Aloema 25' (pen.) · Loswijk 90+2' | Público: 241 Árbitro: ARU Rudolph Angela |

### Grupo 4
Sede:  Barbados
| Seleção              | Pts | J | V | E | D | GP | GC | SG |
| -------------------- | --- | - | - | - | - | -- | -- | -- |
| República Dominicana | 7   | 3 | 2 | 1 | 0 | 5  | 3  | +2 |
| Barbados             | 6   | 3 | 2 | 0 | 1 | 3  | 2  | +1 |
| Dominica             | 3   | 3 | 1 | 0 | 2 | 4  | 5  | –1 |
| Aruba                | 1   | 3 | 0 | 1 | 2 | 5  | 7  | –2 |

| 23 de setembro | Aruba                   | 2 – 2     | República Dominicana | Kensington Oval, Bridgetown               |
| 17:00 UTC-4    | Baten 6' · Barradas 30' | Relatório | Ozuna 13', 76'       | Público: 0 Árbitro: GUY Stanley Lancaster |

| 23 de setembro | Barbados   | 1 – 0     | Dominica | Kensington Oval, Bridgetown           |
| 19:00 UTC-4    | Miller 35' | Relatório |          | Público: 300 Árbitro: TRI Neal Brizan |

| 25 de setembro | Dominica                         | 3 – 2     | Aruba                  | Kensington Oval, Bridgetown           |
| 17:00 UTC-4    | Bertrand 36' · Benjamin 45', 77' | Relatório | Bergen 40' · Gomez 55' | Público: 150 Árbitro: LCA Leon Clarke |

| 25 de setembro | Barbados | 0 – 1     | República Dominicana | Kensington Oval, Bridgetown               |
| 19:00 UTC-4    |          | Relatório | Núñez 80'            | Público: 750 Árbitro: SUR Jermain Elskamp |

| 27 de setembro | República Dominicana | 2 – 1     | Dominica     | Kensington Oval, Bridgetown           |
| 17:00 UTC-4    | Faña 66', 90+3'      | Relatório | Langlais 39' | Público: 300 Árbitro: TRI Neal Brizan |

| 27 de setembro | Barbados               | 2 – 1     | Aruba      | Kensington Oval, Bridgetown                 |
| 19:00 UTC-4    | Skeete 21' · Harte 56' | Relatório | Bergen 32' | Público: 300 Árbitro: GUY Stanley Lancaster |

### Grupo 5
Sede:  São Cristóvão e Neves
| Seleção               | Pts | J | V | E | D | GP | GC | SG  |
| --------------------- | --- | - | - | - | - | -- | -- | --- |
| Trinidad e Tobago     | 9   | 3 | 3 | 0 | 0 | 15 | 1  | +14 |
| Guiana Francesa       | 6   | 3 | 2 | 0 | 1 | 8  | 5  | +3  |
| São Cristóvão e Neves | 3   | 3 | 1 | 0 | 2 | 2  | 4  | –2  |
| Anguila               | 0   | 3 | 0 | 0 | 3 | 1  | 16 | –15 |

| 10 de outubro | Guiana Francesa | 1 – 4     | Trinidad e Tobago                             | Warner Park Sporting Complex, Basseterre |
| 17:00 UTC-4   | Darcheville 16' | Relatório | Hector 26' · Gay 35' · Daniel 72' · Plaza 87' | Público: 400 Árbitro: CUB Marcus Brea    |

| 10 de outubro | São Cristóvão e Neves    | 2 – 0     | Anguila | Warner Park Sporting Complex, Basseterre  |
| 19:00 UTC-4   | Sawyers 15' · Harris 20' | Relatório |         | Público: 700 Árbitro: GUY Sherwin Johnson |

| 12 de outubro | Guiana Francesa                  | 4 – 1     | Anguila     | Warner Park Sporting Complex, Basseterre      |
| 17:00 UTC-4   | Pigrée 3', 45+1', 50' · Baal 74' | Relatório | Rodgers 59' | Público: 600 Árbitro: DOM Juan Carlos Hidalgo |

| 12 de outubro | São Cristóvão e Neves | 0 – 1     | Trinidad e Tobago | Warner Park Sporting Complex, Basseterre    |
| 19:00 UTC-4   |                       | Relatório | Carter 51'        | Público: 1 700 Árbitro: CUB David Rubalcaba |

| 14 de outubro | Trinidad e Tobago                                                            | 10 – 0    | Anguila | Warner Park Sporting Complex, Basseterre |
| 17:00 UTC-4   | Gay 7', 21', 32', 38' · Daniel 11', 35', 40' · Plaza 53', 63' · Teesdale 71' | Relatório |         | Público: 40 Árbitro: GUY Sherwin Johnson |

| 14 de outubro | São Cristóvão e Neves | 0 – 3     | Guiana Francesa                 | Warner Park Sporting Complex, Basseterre |
| 19:00 UTC-4   |                       | Relatório | Pigrée 7', 72' · Darcheville 8' | Público: 200 Árbitro: CUB Marco Brea     |

### Ranking dos segundos colocados
| Seleção         | Pts | J | V | E | D | GP | GC | SG |
| --------------- | --- | - | - | - | - | -- | -- | -- |
| Guiana Francesa | 6   | 3 | 2 | 0 | 1 | 8  | 5  | +3 |
| Barbados        | 6   | 3 | 2 | 0 | 1 | 3  | 2  | +1 |

## Segunda rodada
Cuba (terceiro lugar), Granada (quarto lugar), Guadalupe (segundo lugar) entram diretamente na segunda fase, seguindo a sua colocação na Copa do Caribe de 2010.

### Grupo 6
Sede:  Granada

| Seleção         | Pts | J | V | E | D | GP | GC | SG |
| --------------- | --- | - | - | - | - | -- | -- | -- |
| Haiti           | 6   | 3 | 2 | 0 | 1 | 3  | 1  | +2 |
| Guiana Francesa | 4   | 3 | 1 | 1 | 1 | 5  | 5  | 0  |
| Granada         | 4   | 3 | 1 | 1 | 1 | 3  | 4  | –1 |
| Guiana          | 3   | 3 | 1 | 0 | 2 | 5  | 6  | –1 |

| 14 de novembro | Haiti      | 1 – 0     | Guiana | Grenada National Stadium, St. George's    |
| 18:00 UTC−4    | Olrish 47' | Relatório |        | Público: 1 000 Árbitro: BAR Adrian Skeete |

| 14 de novembro | Granada      | 1 – 1     | Guiana Francesa | Grenada National Stadium, St. George's      |
| 20:00 UTC−4    | Rocastle 33' | Relatório | Pigrée 90+2'    | Público: 1 500 Árbitro: CUR Javier Jauregui |

| 16 de novembro | Guiana Francesa | 1 – 0     | Haiti | Grenada National Stadium, St. George's |
| 18:00 UTC−4    | Pigrée 55'      | Relatório |       | Público: 750 Árbitro: CUB Osiel Pérez  |

| 16 de novembro | Granada               | 2 – 1     | Guiana     | Grenada National Stadium, St. George's  |
| 20:00 UTC−4    | Bain 46' · Murray 81' | Relatório | Wilson 48' | Público: 1 400 Árbitro: TRI Neal Brizan |

| 18 de novembro | Guiana                                         | 4 – 3     | Guiana Francesa                     | Grenada National Stadium, St. George's  |
| 18:00 UTC−4    | Mills 12' · Moore 46' · Beveney 56', 88' (pen) | Relatório | Ridel 34' · Habran 63' · Edwige 90' | Público: 1 500 Árbitro: CUB Osiel Pérez |

| 18 de novembro | Granada                          | 0 – 2     | Haiti | Grenada National Stadium, St. George's  |
| 20:00 UTC−4    | Alcenat 36' · Straker 58' (g.c.) | Relatório |       | Público: 3 000 Árbitro: TRI Neal Brizan |

### Grupo 7
Sede:  Guadalupe
| Seleção              | Pts | J | V | E | D | GP | GC | SG |
| -------------------- | --- | - | - | - | - | -- | -- | -- |
| República Dominicana | 7   | 3 | 2 | 1 | 0 | 6  | 2  | +4 |
| Martinica            | 5   | 3 | 1 | 2 | 0 | 6  | 6  | +1 |
| Guadalupe            | 4   | 3 | 1 | 1 | 1 | 7  | 6  | +1 |
| Porto Rico           | 0   | 3 | 0 | 0 | 3 | 3  | 9  | –6 |

| 23 de outubro | Martinica             | 2 – 1     | Porto Rico | Stade René Serge Nabajoth, Les Abymes       |
| 18:00 UTC−4   | Sabin 38' (pen.), 43' | Relatório | Ramos 55'  | Público: 100 Árbitro: DMA Ignatius Baptiste |

| 23 de outubro | Guadalupe | 0 – 2     | República Dominicana | Stade René Serge Nabajoth, Les Abymes         |
| 20:00 UTC−4   |           | Relatório | Faña 45+1', 90+3'    | Público: 1 505 Árbitro: SVG Caswell Cambridge |

| 25 de outubro | República Dominicana | 1 – 1     | Martinica   | Stade René Serge Nabajoth, Les Abymes         |
| 18:00 UTC−4   | Peralta 45'          | Relatório | Germany 71' | Público: 1 800 Árbitro: SVG Collingham Delves |

| 25 de outubro | Guadalupe                              | 4 – 1     | Porto Rico | Stade René Serge Nabajoth, Les Abymes     |
| 20:00 UTC−4   | Loval 8' · Mocka 11', 26' · Pascal 69' | Relatório | Ramos 83'  | Público: 1 500 Árbitro: DMA Daniel Leslie |

| 27 de outubro | Porto Rico | 1 – 3     | República Dominicana      | Stade René Serge Nabajoth, Les Abymes         |
| 17:00 UTC−4   | Vélez 80'  | Relatório | Faña 19', 70' · Ulloa 86' | Público: 3 000 Árbitro: SVG Caswell Cambridge |

| 27 de outubro | Guadalupe                     | 3 – 3     | Martinica                     | Stade René Serge Nabajoth, Les Abymes     |
| 19:00 UTC−4   | Clavier 13', 33' · Pascal 74' | Relatório | Germany 17' · Gustan 24', 63' | Público: 2 891 Árbitro: DMA Daniel Leslie |

### Grupo 8
Sede:  Trinidad e Tobago

| Seleção                  | Pts | J | V | E | D | GP | GC | SG |
| ------------------------ | --- | - | - | - | - | -- | -- | -- |
| Trinidad e Tobago        | 7   | 3 | 2 | 1 | 0 | 5  | 1  | +4 |
| Cuba                     | 4   | 3 | 1 | 1 | 1 | 6  | 2  | +4 |
| Suriname                 | 3   | 3 | 1 | 0 | 2 | 1  | 8  | –7 |
| São Vicente e Granadinas | 2   | 3 | 0 | 2 | 1 | 2  | 3  | –1 |

| 14 de novembro | Cuba                                       | 5 – 0     | Suriname | Dwight Yorke Stadium, Bacolet           |
| 18:00 UTC−4    | Hernández 6', 36', 62', 89' · Martínez 46' | Relatório |          | Público: 200 Árbitro: GRN Valman Bedeau |

| 14 de novembro | Trinidad e Tobago | 1 – 1     | São Vicente e Granadinas | Dwight Yorke Stadium, Bacolet               |
| 20:00 UTC−4    | Jorsling 3'       | Relatório | Samuel 24'               | Público: 800 Árbitro: JAM Courtney Campbell |

| 16 de novembro | São Vicente e Granadinas | 1 – 1     | Cuba        | Dwight Yorke Stadium, Bacolet           |
| 18:00 UTC−4    | Stewart 8'               | Relatório | Linares 48' | Público: 300 Árbitro: BAR Trevor Taylor |

| 16 de novembro | Trinidad e Tobago               | 3 – 0     | Suriname | Dwight Yorke Stadium, Bacolet           |
| 20:00 UTC−4    | Power 35' · Roy 50' · David 88' | Relatório |          | Público: 950 Árbitro: HAI Alain Georges |

| 18 de novembro | Suriname         | 1 – 0     | São Vicente e Granadinas | Dwight Yorke Stadium, Bacolet           |
| 18:00 UTC−4    | Aloema 42' (pen) | Relatório |                          | Público: 200 Árbitro: HAI Alain Georges |

| 18 de novembro | Trinidad e Tobago | 1 – 0     | Cuba | Dwight Yorke Stadium, Bacolet                 |
| 20:00 UTC−4    | Guerra 67'        | Relatório |      | Público: 1 300 Árbitro: JAM Courtney Campbell |

## Fase Final

### Grupo A
| Seleção              | Pts | J | V | E | D | GP | GC | SG |
| -------------------- | --- | - | - | - | - | -- | -- | -- |
| Haiti                | 7   | 3 | 2 | 1 | 0 | 3  | 1  | +2 |
| Trinidad e Tobago    | 4   | 3 | 1 | 1 | 1 | 2  | 3  | –1 |
| Antígua e Barbuda    | 3   | 3 | 1 | 0 | 2 | 3  | 3  | 0  |
| República Dominicana | 3   | 3 | 1 | 0 | 2 | 4  | 5  | –1 |

| 7 de dezembro | Haiti | 0 – 0     | Trinidad e Tobago | Antigua Recreation Ground, Saint John's    |
| 18:00         |       | Relatório |                   | Público: 150 Árbitro: JAM Valdin Ledgister |

| 7 de dezembro | Antígua e Barbuda | 1 – 2     | República Dominicana  | Antigua Recreation Ground, Saint John's   |
| 20:00         | Byers 17'         | Relatório | García 74' · Faña 90' | Público: 150 Árbitro: BAH Wilson da Costa |

| 9 de dezembro | República Dominicana | 1 – 2     | Haiti                         | Antigua Recreation Ground, Saint John's |
| 17:00         | Rodríguez 12'        | Relatório | Saint-Preux 10' · Peguero 39' | Público: 800 Árbitro: ELS Elmer Bonilla |

| 9 de dezembro | Antígua e Barbuda        | 2 – 0     | Trinidad e Tobago | Antigua Recreation Ground, Saint John's     |
| 19:00         | Griffith 51' · Byers 73' | Relatório |                   | Público: 2 000 Árbitro: CUB David Rubalcaba |

| 11 de dezembro | Trinidad e Tobago       | 2 – 1     | República Dominicana | Antigua Recreation Ground, Saint John's |
| 17:00          | Carter 14' · Molino 70' | Relatório | Rodríguez 52'        | Público: 250 Árbitro: JAM Kevin Thomas  |

| 11 de dezembro | Antígua e Barbuda | 0 – 1     | Haiti       | Antigua Recreation Ground, Saint John's |
| 19:00          |                   | Relatório | Peguero 19' | Público: 800 Árbitro: CUB Marcos Brea   |

### Grupo B
| Seleção         | Pts | J | V | E | D | GP | GC | SG |
| --------------- | --- | - | - | - | - | -- | -- | -- |
| Martinica       | 7   | 3 | 2 | 1 | 0 | 4  | 1  | +3 |
| Cuba            | 6   | 3 | 2 | 0 | 1 | 3  | 2  | +1 |
| Guiana Francesa | 3   | 3 | 1 | 0 | 2 | 4  | 6  | –2 |
| Jamaica         | 1   | 3 | 0 | 1 | 2 | 1  | 3  | –2 |

| 8 de dezembro | Martinica     | 1 – 0     | Cuba | Sir Vivian Richards Stadium, North Sound    |
| 17:00         | Piquionne 29' | Relatório |      | Público: 100 Árbitro: SUR Enrico Wijngaarde |

| 8 de dezembro | Jamaica     | 1 – 2     | Guiana Francesa        | Sir Vivian Richards Stadium, North Sound |
| 19:00         | Stewart 22' | Relatório | Pigrée 19' · Evens 48' | Público: 100 Árbitro: DOM Sandy Vasquez  |

| 10 de dezembro | Cuba              | 2 – 1     | Guiana Francesa | Sir Vivian Richards Stadium, North Sound   |
| 17:00          | Martínez 74', 76' | Relatório | Pigrée 16'      | Público: 225 Árbitro: PUR William Anderson |

| 10 de dezembro | Jamaica | 0 – 0     | Martinica | Sir Vivian Richards Stadium, North Sound  |
| 19:00          |         | Relatório |           | Público: 225 Árbitro: GUY Sherwin Johnson |

| 12 de dezembro | Guiana Francesa | 1 – 3     | Martinica                                  | Sir Vivian Richards Stadium, North Sound |
| 17:00          | Darcheville 80' | Relatório | Piquionne 10' · Parsemain 33' · Angely 77' | Público: 100 Árbitro: DOM Sandy Vasquez  |

| 12 de dezembro | Jamaica | 0 – 1     | Cuba         | Sir Vivian Richards Stadium, North Sound |
| 19:00          |         | Relatório | Urgellés 57' | Público: 200 Árbitro: ELS Elmer Bonilla  |

## Fase de mata-mata
Todos os times que chegaram a esta fase estão classificados para a Copa Ouro da CONCACAF de 2013.
|  | Semifinais                                 | Semifinais                                 |   |                                            | Final                                      | Final |  |
|  |                                            |                                            |   |                                            |                                            |       |  |
|  | 14 de dezembro - Antigua Recreation Ground |                                            |   |                                            |                                            |       |  |
|  | Haiti                                      | 0                                          |   |                                            |                                            |       |  |
|  | Cuba                                       | 1                                          |   |                                            |                                            |       |  |
|  |                                            |                                            |   |                                            |                                            |       |  |
|  |                                            |                                            |   |                                            | 16 de dezembro - Antigua Recreation Ground |       |  |
|  |                                            |                                            |   |                                            | Cuba                                       | 1     |  |
|  |                                            | Trinidad e Tobago                          | 0 |                                            |                                            |       |  |
|  |                                            |                                            |   |                                            |                                            |       |  |
|  |                                            |                                            |   |                                            |                                            |       |  |
|  |                                            |                                            |   |                                            | Terceiro lugar                             |       |  |
|  | 14 de dezembro - Antigua Recreation Ground | 14 de dezembro - Antigua Recreation Ground |   | 16 de dezembro - Antigua Recreation Ground | 16 de dezembro - Antigua Recreation Ground |       |  |
|  | Martinica                                  | 1 (4)                                      |   | Haiti                                      | 1                                          |       |  |
|  | Trinidad e Tobago                          | 1 (5)                                      |   |                                            | Martinica                                  | 0     |  |

### Semifinais
| 14 de dezembro | Haiti | 0 – 1     | Cuba      | Antigua Recreation Ground, Saint John's     |
| 17:00          |       | Relatório | Colomé 8' | Público: 200 Árbitro: SUR Enrico Wijngaarde |

| 14 de dezembro | Martinica     | 1 – 1 (pro) | Trinidad e Tobago | Antigua Recreation Ground, Saint John's |
| 19:00          | Parsemain 75' | Relatório   | Roy 90'           | Público: 200 Árbitro: ELS Elmer Bonilla |

|                                             |       | Penalidades                              |  |
| Berdix Crétinoir Gustan Parsemain Piquionne | 4 – 5 | Theobald Molino Mitchell Gonzales Guerra |  |

### Disputa pelo terceiro lugar
| 16 de dezembro | Haiti           | 1 – 0 (pro) | Martinica | Antigua Recreation Ground, Saint John's   |
| 17:00          | Saint-Preux 94' | Relatório   |           | Público: 100 Árbitro: BAH Wilson da Costa |

### Final
| 16 de dezembro | Cuba           | 1 – 0 (pro) | Trinidad e Tobago | Antigua Recreation Ground, Saint John's   |
| 19:00          | Hernández 113' | Relatório   |                   | Público: 750 Árbitro: JAM Valdin Legister |

## Premiação
| Copa do Caribe de 2012   |
| Cuba                     |
| ------------------------ |
| CUBA Campeão (1° título) |